# Коршиков, Евгений Владимирович
Евгений Владимирович Коршиков (род. 1977, Комсомольск-на-Амуре) — муниципальный служащий, и. о. главы администрации Комсомольска-на-Амуре (июль-сентябрь 2019).

## Биография
Родился 25 июня 1977 года в Комсомольске-на-Амуре. Окончил Комсомольский-на-Амуре государственный технический университет по специальности «Промышленная электроника».
Проходил службу в рядах Вооружённых сил Российской Федерации. Трудовой путь начал инженером-электриком Комсомольского-на-Амуре авиастроительного завода имени Ю. А. Гагарина, впоследствии дослужился до начальника управления персоналом завода.
В 2014 году назначен заместителем главы администрации города, курирующим вопросы работы промышленности, транспорта, торговли и общественного питания, сельского хозяйства и перерабатывающей отрасли. С 2015 года — первый заместитель главы администрации города Комсомольска-на-Амуре. С 19 июля 2019 года, после отставки мэра Андрея Климова, был исполняющим обязанности главы администрации Комсомольска-на-Амуре. 8 сентября 2019 года состоялись выборы главы администрации, после которых Коршиков передал управление городом новому главе - Александру Жорнику.
Женат, имеет троих детей.